# Decibel
El decibel (símbol: dB) és una unitat de mesura relativa igual a una dècima part d'un bel (símbol: B). Expressa la relació entre dos valors d'una quantitat física (habitualment la potència) respecte a un nivell de referència en una escala logarítmica en base 10. Dos senyals els nivells dels quals difereixen en un decibel tenen una relació de potència de 101/10 (aproximadament 1,26). L'ús d'una unitat logarítmica permet representar magnituds molt grans i molt petites amb nombres petits. En ser una relació respecte a un nivell de referència, el decibel és una unitat adimensional i es pot aplicar a diferents camps d'estudi. És molt habitual el seu ús en acústica i en electrònica.

## Noció
El decibel es basa en el bel, una unitat que a la pràctica no es fa servir, ja que és massa gran. Un bel representa un augment de potència de 10 vegades sobre la magnitud de referència. Zero bels és el valor de la magnitud de referència. Així, dos bels representen un augment de cent vegades en la potència, 3 bels equivalen a un augment de mil vegades i així successivament.
El decibel és útil per una àmplia varietat de mesures en matèria de ciència i tecnologia; és molt usat per exemple, en acústica i electrònica. Ofereix una sèrie d'avantatges, com la capacitat de representar de manera senzilla quantitats molt grans o molt petites. Es representa per una escala logarítmica que correspon aproximadament a la percepció humana, per exemple de llum o de so. Per ser una escala logarítmica, té a més l'avantatge de poder-se'n fer multiplicacions o divisions de relacions mitjançant una simple suma o resta.
El símbol de decibels sol ser qualificat amb un sufix en funció de la característica a representar. El sufix indica quina quantitat de referència o de funció de ponderació s'ha utilitzat. Per exemple, "dBm" indica que la quantitat de referència és un mil·liwatt, mentre que amb "dBu" es fa referència a 0,7746 volts RMS.

## Història
El decibel prové dels mètodes utilitzats per quantificar la pèrdua de senyal en els circuits telegràfics i telefònics. Fins a mitjans de la dècada de 1920, la unitat de pèrdua era "Miles of Standard Cable" (MSC). 1 MSC corresponia a la pèrdua de potència en una milla (aproximadament 1,6 km) de cable telefònic estàndard a una freqüència de 5.000 radians per segon (795,8 Hz). Aquest valor coincideix amb el de l'atenuació més petita detectable per un oient. Un cable telefònic estàndard era "un cable amb una resistència distribuïda uniformement de 88 ohms per milla de bucle i una capacitància de 0,054 microfarads per milla", corresponent aproximadament a un calibre 19 de cable segons el sistema americà de calibres.
El 1924, els Bell Telephone Laboratories (Laboratoris Bell) van rebre una resposta favorable a una nova definició d'unitat entre els membres del Comitè Assessor Internacional de Telefonia de Llarga Distància a Europa i van substituir el MSC per la Unitat de Transmissió (TU). 1 TU es va definir de manera que el nombre de TU fos deu vegades el logaritme de base 10 de la relació entre la potència mesurada i una potència de referència.
La definició es va triar convenientment de manera que 1 TU aproximés 1 MSC; concretament, 1 MSC era 1.056 TU. El 1928, el sistema de Bell va canviar el nom de la TU al decibel, sent una dècima part d'una unitat recentment definida per al logaritme de base 10 de la relació de potència. La unitat principal va rebre el nom de bel en honor al pioner de les telecomunicacions Alexander Graham Bell.
La denominació i la definició primerenca del decibel es descriuen al NBS Standard's Yearbook de 1931:
| « | Des dels primers dies del telèfon, s'ha reconegut la necessitat d'una unitat que mesuri l'eficiència de transmissió de les instal·lacions telefòniques. La introducció del cable l'any 1896 va oferir una base estable per a una unitat còmoda i el cable "milla estàndard" va entrar en ús general poc després. Aquesta unitat es va utilitzar fins al 1923 quan es va adoptar una nova unitat com a més adequada per al treball telefònic modern. La nova unitat de transmissió s'utilitza àmpliament entre les organitzacions telefòniques estrangeres i recentment es va anomenar "decibel" a proposta del Comitè Assessor Internacional sobre Telefonia de Llarga Distància. El decibel es pot definir amb l'enunciat que dues quantitats de potència difereixen en 1 decibel quan estan en una proporció de 100,1 i dues quantitats de potència qualsevol difereixen en N decibels quan són en una proporció de 10N(0,1). El nombre d'unitats de transmissió que expressen la relació de dues potències qualsevol és, per tant, deu vegades el logaritme comú d'aquesta relació. Aquest mètode per designar el guany o la pèrdua de potència en els circuits telefònics permet la suma o la resta directa de les unitats que expressen l'eficiència de diferents parts del circuit ... | » |

El 1954, J. W. Horton va argumentar que l'ús del decibel com a unitat per a quantitats diferents de la pèrdua de transmissió va provocar confusió, i va suggerir el nom "logit" per a "magnituds estàndard que es combinen per multiplicació", per diferenciar-les del mot "unitat, usat per a "magnituds estàndard que es combinen per addició".
L'abril de 2003, el Comitè Internacional de Pesos i Mesures (CIPM) va considerar una recomanació per incloure el decibel al Sistema Internacional (SI), però finalment no hi va ser inclòs.
Malgrat això, el decibel és reconegut per altres organismes internacionals com la Comissió Electrotècnica Internacional (IEC) i l'Organització Internacional per a l'Estandardització (ISO), tot i que els sufixos com ara dBA o dBV no són reconeguts per l'IEC o la ISO malgrat el seu ús generalitzat i homogeneïtzat.

## Definicions

### Potència i Intensitat
Al referir-se a les mesures de "potència" o "intensitat", una relació pot ser expressat en decibels, mitjançant l'avaluació de deu vegades el logaritme en base 10 de la relació de la quantitat mesura al nivell de referència. Per tant, si L representa la proporció d'un valor de potència P1 a un altre valor de potència P0, llavors LDB proporció que representa expressat en decibels, i es calcula utilitzant la fórmula següent:
{\displaystyle L_{\mathrm {dB} }=10\log _{10}{\bigg (}{\frac {P_{1}}{P_{0}}}{\bigg )}\,}
Naturalment, P1 i P0 ha de tenir la mateixa dimensió (és a dir, ha de mesurar el mateix tipus de quantitat), i, en cas necessari ha de ser convertit a les mateixes unitats abans de calcular la proporció dels seus valors numèrics. Tingueu en compte que si P0 = P1 en l'equació anterior, aleshores LDB = 0. Si P1 és major que P0 llavors LDB és positiva, si P1 és inferior a P0 llavors LDB és negatiu.
Per altra banda, normalment en comptes de P1 i P0 (en W, unitats de potència), s'utilitza com a variables la Intensitat del so (en W/,m^2) en aquell punt. Al denominador de la fracció hi ha d'anar la intensitat de referència, que per l'oïda humana és de 10^(-12) W/m^2.
Reordenant l'equació anterior dona la següent fórmula per en termes de P1 i P0 LDB:
{\displaystyle P_{1}=10^{\frac {L_{\mathrm {dB} }}{10}}P_{0}\,}.
Si un bel és igual a deu decibels, la fórmula corresponent per a la mesura en Bels (LB) és: 
{\displaystyle L_{\mathrm {B} }=\log _{10}{\bigg (}{\frac {P_{1}}{P_{0}}}{\bigg )}\,}
{\displaystyle P_{1}=10^{L_{\mathrm {B} }}P_{0}\,}.

### Amplitud, voltatge i corrent
Al referir-se a les mesures d'"amplitud" és habitual considerar la relació dels quadrats d'A1 (mesura d'amplitud) i A0 (referència d'amplitud). Això és degut al fet que en la majoria de les aplicacions de potència és proporcional al quadrat de l'amplitud. Així doncs, la següent definició s'utilitza:
{\displaystyle L_{\mathrm {dB} }=10\log _{10}{\bigg (}{\frac {A_{1}^{2}}{A_{0}^{2}}}{\bigg )}=20\log _{10}{\bigg (}{\frac {A_{1}}{A_{0}}}{\bigg )}\,}
La fórmula pot ser reorganitzada per donar:
{\displaystyle A_{1}=10^{\frac {L_{\mathrm {dB} }}{20}}A_{0}\,}
De la mateixa manera, en els circuits elèctrics, la potència dissipada normalment és proporcional al quadrat del voltatge o corrent, quan la impedància es manté constant. Prenent com a exemple la tensió, això condueix a l'equació: 
{\displaystyle G_{\mathrm {dB} }=20\log _{10}\left({\frac {V_{1}}{V_{0}}}\right)\quad \mathrm {\quad } }
on V1 és la tensió que es mesura, V0 és un voltatge de referència, i gdb és el poder guanyat expressat en decibels. Una fórmula similar per l'actual titular.

### Exemples
Tingueu en compte que tots aquests exemples de respostes en el rendiment adimensional dB perquè són proporcions relatives expressat en decibels.
- Per calcular la proporció d'1 kW (un quilowatt o 1.000 watts) d'1 W en decibels, utilitzeu la fórmula:

{\displaystyle G_{\mathrm {dB} }=10\log _{10}{\bigg (}{\frac {1000\mathrm {W} }{1\mathrm {W} }}{\bigg )}=30\,\mathrm {dB} \,}
- Per calcular la proporció d'1 mW (un miliwatt) a 10 W en decibels, utilitzeu la fórmula:

{\displaystyle G_{\mathrm {dB} }=10\log _{10}{\bigg (}{\frac {0.001\mathrm {W} }{10\mathrm {W} }}{\bigg )}=-40\,\mathrm {dB} \,}
- Per trobar la relació de potència que correspon a un canvi de 3 dB en el nivell, es fa servir la fórmula

{\displaystyle G=10^{\frac {3}{10}}\times 1\ =1.99526...\approx 2\,}
Un canvi en la relació de potència per un factor de 10 és un canvi de 10 dB. Un canvi en la relació de potència per un factor de dos és aproximadament un canvi de 3 dB. (Més precisament, el factor és 103/10, o 1,9953, prop de 0,24% a partir de diferents, exactament 2.) De la mateixa manera, un augment de 3 dB implica un augment de la tensió per un factor de √ 2 aproximadament, o al voltant de 1.41, un augment de 6 dB correspon aproximadament a quatre vegades la potència i el doble de la tensió, i així successivament. (En termes exactes de la proporció és de 106/10 de potència, o al voltant de 3,9811, un error relatiu al voltant de 0,5%.)

## Avantatges
L'ús dels decibels té una sèrie d'avantatges:
- La naturalesa logarítmica dels decibels, que significa una molt àmplia gamma de relacions, pot ser representada per un nombre convenient, de manera semblant a la notació científica. Això permet visualitzar amb claredat molts canvis en petita escala (Veure Diagrama de Bode, especialment el diagrama d'amplitud).
- Les propietats matemàtiques dels logaritmes permeten calcular el guany total d'un sistema de múltiples components (com ara amplificadors consecutius) mitjançant la suma dels components individuals. Bàsicament això és degut a log(A × B × C × ...) = log(A) + log(B) + log(C) + ...
- L'escala de decibels és logarítmica, en què una duplicació de la potència o intensitat sempre provoca un augment d'aproximadament 3 dB.

## Usos

### Acústica
El decibel és comunament utilitzat en acústica per a quantificar els nivells de so amb relació a una referència de 0 dB. El nivell de referència se sol fixar en el llindar de la percepció humana, i són habituals les comparacions per il·lustrar els diferents nivells de pressió sonora.
| 180      | L'explosió del volcà Krakatoa.                                                                   |
| 140 dB   | Llindar del dolor segons altres fonts.                                                           |
| 130 dB   | Avió enlairant-se                                                                                |
| 120 dB   | Motor d'avió en marxa, Llindar del dolor (segons llibre de Física de referència Tipler - Mosca). |
| 110 dB   | Concert                                                                                          |
| 100 dB   | Trepant elèctric (roca)                                                                          |
| 90 dB    | Trànsit vehicular / Baralla                                                                      |
| 80 dB    | Tren                                                                                             |
| 70 dB    | Aspiradora                                                                                       |
| 50/60 dB | Aglomeració de gent                                                                              |
| 40 dB    | Conversa                                                                                         |
| 20 dB    | Biblioteca                                                                                       |
| 10 dB    | Respiració tranquil·la                                                                           |
| 0 dB     | Llindar d'audició                                                                                |

Una raó per utilitzar el decibels és que l'orella humana és capaç de detectar una molt àmplia gamma de pressions sonores. La relació de la pressió acústica que causa danys permanents a curt termini limita l'exposició a la qual una orella sana pot sentir-hi per sobre d'un milió. Com que la potència en una ona sonora és proporcional al quadrat de la pressió, la raó entre la potència màxima i la mínima de so audible és superior a un bilió ({\displaystyle 10^{12}}). Per fer front a una gamma tan àmplia, les unitats logarítmiques són útils: el registre d'un bilió de és de 12, per la qual cosa aquesta relació representa una diferència de 120 dB. Atès que l'orella humana no és igualment sensible a totes les freqüències de so dins de tot l'espectre, els nivells de soroll a màxima sensibilitat humana - per exemple, els harmònics superiors d'una mitjana (entre 2 i 4 kHz) - són un factor molt més sòlid en les descripcions usant un procés anomenat de ponderació de freqüència.

### Òptica
En un enllaç de fibra òptica, si una quantitat coneguda de potència òptica en dBm (referenciat a 1 mW) es llança en una fibra, i es coneixen les pèrdues(en dB) de cada component electrònic (per exemple, connectors, connexions, longitud de la fibra...), la pèrdua global en els enllaços pot ser ràpidament calculada amb la suma i resta de quantitats de decibels.
En l'espectrometria i l'òptica, la unitat de bloqueig (utilitzada per mesurar la densitat òptica) és equivalent a -1 B.

### Telecomunicació
El Decibel es de les unitats més utilitzades en telecomunicació per la simplicitat que dona la seva naturalesa logarítmica. Això dona la possibilitat d'efectuar càlculs amb valors de potència molt petits. Per sumar senyals, no és aconsellable utilitzar les unitats de decibel, dos senyals de 21 dB no donen 42 dB, si no 24 dB.

### Vídeo i Imatge digital
En relació amb els sensors digitals d'imatge i vídeo, els decibels generalment representen relacions de voltatges de vídeo o nivells de llum digitalitzada, fent servir 20 log de la relació, fins i tot quan la potència òptica representada és directament proporcional al voltatge o nivell, no al seu quadrat.
De vegades la definició de la relació 20 log és aplicada a les mesures d'electrons o fotons directament, els quals són proporcionals a la intensitat sense la necessitat de considerar si el voltatge de resposta és lineal.

## Decibel ponderat
L'oïda humana no percep igual les diferents freqüències i arriba al màxim de percepció en les mesures, d'aquí que per a aproximar més la unitat a la realitat auditiva, es ponderen les unitats (per això s'utilitzen les anomenades corbes isofòniques).
Per aquest motiu es va definir el decibel A (dBA), una unitat de nivell sonor mitjà amb un filtre previ que elimina part de les freqüències baixes i les freqüències molt altes. D'aquesta manera, després de mesurar es filtra el so per a conservar només les freqüències més dolentes per a l'oïda, raó per la qual l'exposició mesurada en dBA és un bon indicador del risc auditiu.
Hi ha a més altres unitats ponderades, com el dBC, el dBD, adequades per a mesurar la reacció de l'oïda davant diferents nivells de sonoritat.

## Nivells de referència comuns i les corresponents unitats

### "Absolut" i "relatiu", mesures de decibels
Encara que les mesures de decibels són sempre relatives a un nivell de referència, si el valor numèric del que és referència s'explícita exactament, llavors la mesura de decibels s'anomena "absoluta", en el sentit que el valor exacte de la magnitud mesura es pot recuperar utilitzant la fórmula donada anteriorment. Per exemple, dBm indica la mesura amb relació a 1 miliwatt:
- 0 dBm significa que no hi ha canvi d'1 mW. Per tant, 0 dBm és el nivell de potència corresponent a una potència d'1 mW.
- 3 dBm significa 3 dB superior a 0 dBm. Per tant, 3 dBm és el nivell de potència corresponent a 103/10 × 1 mW, o aproximadament 2 mW.
- -6 dBm mitjans de 6 dB a menys de 0 dBm. Per tant, -6 dBm és el nivell de potència corresponent a 10-6/10 × 1 mW, o aproximadament 250 μW (0,25 mW).

Si el valor numèric de la referència no és explícita, com en el dB de guany d'un amplificador, llavors la mesura de decibels és relativa. La pràctica d'afegir un sufix a la unitat bàsica dB, formant unitats compostes com dBm, dBu, dBA, etc., no és permès per la SI. Tanmateix, fora dels documents d'adhesió a les unitats SI, la pràctica és molt comuna com il·lustren els següents exemples.

### Mesures absolutes

#### Potència elèctrica
dBm or dBmW
dB(1 mW) — mesura de potència amb relació a un miliwatt. XdBm = XdBW + 30.
dBW
dB(1 W) — similar al dBm, excepte que el nivell de referència és d'1 watt. 0 dBW = +30 dBm; −30 dBW = 0 dBm; XdBW = XdBm − 30.

#### Voltatge
Atès que els decibels es defineixen pel que fa a la potència, no a l'amplitud, les conversions de voltatge de decibels han de quadrar amb l'amplitud, com s'ha esmentat anteriorment.

Esquema que mostra la relació entre dBu (la font de voltatge) i dBm (la potència dissipada en forma de calor per la resistència de 600 Ω)

dBV
dB (1 VRMS) - voltatge relatiu a 1 volt, independentment de la impedància.
dBu o dBv
dB (0,775 VRMS) - el voltatge a 0775 volts relativa. Originalment dBv, va ser canviat a dBu a evitar la confusió amb dBV. La "v" ve de "V", mentre que "U" ve de "descàrrega ". dBu es pot utilitzar independentment de la impedància, sinó que es deriva d'una càrrega de 600 Ω amb una dissipació de 0 dBm (1 mW). Comparar l'ús ambigu de dBu en l'enginyeria de ràdio.
dBmV
dB (1 mVRMS) - tensió relativa a 1 milivolt, independentment de la impedància. Àmpliament utilitzat en xarxes de televisió per cable, on la resistència nominal d'un sol senyal de televisió en el receptor és d'uns terminals de 0 dBmV. TV per cable utilitza el cable coaxial de 75 Ω, pel que correspon a 0 dBmV -78,75 dBW (-48,75 dBm) o ~ 13 NW.
dBμV o dBuV
dB (1 μVRMS) - Tensió en relació amb 1 microvolt. Àmpliament utilitzat en la televisió i l'antena amplificador especificacions. 60 dBμV = 0 dBmV.

#### Acústica
dB (SPL)
dB (nivell de pressió sonora) - pel so en l'aire i altres gasos, en relació al 20 de micropascals (μPa) = 2 × 10.-5. Pa, la zona més tranquil·la de so humà pot sentir. Això és aproximadament el so d'un mosquit que volava a 3 metres. Això és sovint abreviat a "dB", cosa que dona una idea errònia que la "dB" és una unitat per si mateixa. Per el so en l'aigua i altres líquids, una pressió de referència de 1 μPa s'utilitza.
dB SIL
dB Nivell d'intensitat de so - respecte a 10.-12. W / m 2, que és aproximadament el llindar de l'orella humana a l'aire.
dB SWL
dB nivell de potència acústica - en relació amb 10.-12. W.
dB (A), dB (B) i dB (C)
Aquests símbols s'utilitzen sovint per denotar l'ús de diferents filtres de ponderació, que s'utilitza per aproximar l'orella humana a la resposta de so, encara que segueix sent la mesura en dB (SPL). Altres variacions que es poden veure són dBA o dBA. D'acord amb les normes ANSI, l'ús preferit és escriure LA = x dB. No obstant això, les unitats i dBA dB (A) continuen sent utilitzats com una drecera per a un ponderat de les mesures. Comparar DBC, utilitzat en les telecomunicacions.
dB HL o dB el nivell d'audició en audiograms es fa servir com una mesura de la pèrdua de l'audició. El nivell de referència varia amb freqüència d'acord amb una mínima corba d'audibilitat tal com es defineix en ANSI i altres normes, de manera que el resultat audiograma mostra desviació del que es considera «normal» de l'audiència.
dB Q de vegades es fa servir per denotar el nivell de soroll ponderat, utilitzant comunament la UIT-R 468 el soroll de ponderació.

#### Àudio
dBFS
dB (escala) - L'amplitud d'un senyal en comparació amb el màxim que un dispositiu pot manejar abans que es produeixi una retallada. A gran escala es pot definir com el nivell de potència d'una sinusoide a gran escala o, alternativament, una ona quadrada a escala completa.
dBTP
dB (pic real) - Amplitud màxima d'un senyal en comparació amb el màxim que un dispositiu pot gestionar abans que es produeixi la saturació. En els sistemes digitals, 0 dBTP seria igual al més alt nivell que el processador és capaç de representar. Els valors mesurats són sempre negatius o zero, ja que són menors o iguals a gran escala.

#### Radar
dBZ
dB (Z) - l'energia de la reflectivitat (radars meteorològics), o la quantitat de potència transmesa que torna al receptor de radar. Valors per sobre de 15 - 20 dBZ sol indicar la caiguda de precipitació.
dBsm
dBsm - decibels (referenciat a un) metre quadrat, mesura de l'energia reflectida des de l'objectiu en comparació amb el RCS de la realització d'una esfera perfectament llisa almenys diverses longituds d'ona en mida amb una secció transversal d'1 metre quadrat. "Stealth" aeronaus i els insectes, els valors negatius han de dBsm, grans plaques planes o no furtiu avions valors positius.

#### Ràdio de potència, energia i camp
dBc
dBc - poder en relació amb el poder de la freqüència portadora principal (Carrier en anglès); normalment emprada per descriure les esperons, el soroll, interferències de canals, intermodals i els senyals que poden interferir amb la portadora. Comparar dB (C), utilitzats en acústica.
dBJ
dB (J) - energia amb relació a 1 joule. 1 J = 1 W per hertz, per la qual cosa la densitat espectral de potència es pot expressar en DBJ.
dBm
dB (mW) - potència amb relació a un mil·liwatt. Quan s'utilitza en els treballs d'àudio miliwatts es fa referència a una càrrega de 600 ohms, amb la consegüent tensió que 0.775 volts. Quan es fa servir en la 2-way_radio camp, la dB es fa referència a una càrrega de 50 ohms, amb la consegüent tensió que 0.224 volts. Hi ha vegades en fulls d'especificacions poden mostrar la tensió i el nivell de potència, per exemple -120 dBm = 0,224 microvolts.
dBμV/m o dBuV/m
dB (μV / m) - camp elèctric en relació amb 1 microvolt per metre. Compareu l'ús ambigu de dBu com una unitat de nivell de voltatge.
dBf
dB (FW) - potència relativa a 1 femtowatt.
dBW
dB (W) - potència amb relació a 1 watt.
dBK
dB (kW) - potència en relació amb 1 quilowatt.

### Mesures de les antenes
dBi
dB (isotrópica) - transmeti el guany d'una antena en comparació amb la hipotètica antena isotrópica, que distribueix l'energia de manera uniforme en totes les direccions.
dBd
dB (dipol) - el guany d'un avanç en comparació amb una antena dipol de mitja ona antena.
dBiC
dB (circular isomètric) - mesurament de potència en relació amb una antena polaritzada circular isomètric.
dBq
dB (quarterwave) - cap a la part davantera d'una antena de guany en comparació amb un quart de longitud d'ona fuet. Rara vegada es fa servir, excepte en alguns materials de màrqueting. 0dBq =- 0.15dBi

### Altres mesures
dBFS o dBfs
dB (màxim de l'escala) - l'amplitud d'un senyal (generalment, d'àudio) en comparació amb el màxim que pot manejar un dispositiu abans de saturació. En els sistemes digitals, 0 dBFS (pic) de la igualtat el més alt nivell (nombre) el processador és capaç de representar. Valors de mesurament solen ser negatius, ja que ha de ser inferior a la màxima.
dB-Hz
dB (hertzs) - en relació amb l'amplada de banda d'1 Hz Per exemple, 20 dB-Hz correspon a una amplada de banda de 100 Hz Comunament utilitzat en els càlculs de pressupost enllaç.
dBov o dBO
dB (sobrecàrrega) - l'amplitud d'un senyal (generalment, d'àudio) en comparació amb el màxim que pot manejar un dispositiu abans de saturació. Similar a dBFS, sinó també aplicable als sistemes analògics.
dBr
dB (relativa) - simplement una diferència relativa d'una mica més, que es fa patent en el seu context. La diferència d'un filtre de la resposta als nivells nominals, per exemple.
dBrn
dB per sobre del soroll de referència. Vegeu també dBrnC.
dBc
dB relativa al portador - en les telecomunicacions, això indica la importància relativa dels nivells de soroll lateral o potència de pic, en comparació amb el transportista poder. Comparar DBC, utilitzat en acústica.